# Biología estructural

La hemoglobina en la presencia y ausencia de oxígeno; los cambios en la estructura ayudan a explicar el proceso de transporte de oxígeno.

La biología estructural es una rama de la biología molecular, la bioquímica y la biofísica que estudia la estructura de macromoléculas biológicas tales como las proteínas y los ácidos nucleicos, el origen de esta estructura y su relación con la función biológica de las macromoléculas. La biología estructural es de gran interés para los biólogos, puesto que las proteínas, el ADN y el ARN llevan a cabo tareas vitales para los procesos  celulares y su función específicas está íntimamente ligada a su conformación tridimensional; la configuración estructural de las biomoléculas depende a su vez de su composición básica o secuencia de aminoácidos, en el caso de las proteínas, o nucleótidos de los ácidos nucleicos.

## Aplicaciones
Las proteínas, ácidos nucleicos y los complejos macromoleculares que forman orquestan
todos los procesos
celulares. El mecanismo de actuación de las macromoléculas está
íntimamente ligado a la disposición de las cadenas de aminoácidos y
nucleótidos: la forma de la molécula determina qué compuestos
(hormonas, toxinas, nutrientes, etc) pueden unirse a ella y qué reacciones
químicas es capaz de realizar o catalizar; el conocimiento de la
estructura tridimiensional de estas macromoléculas no solo arroja
información sobre los procesos biológicos, sino que también tiene
importantes aplicaciones prácticas.

### Diseño de medicamentos
Las proteínas tienen un papel importante en los trastornos de la salud. Muchas enfermedades tienen su causa en cambios en la función de una o varias proteínas, causados por mutaciones genéticas o alteraciones externas al organismo. Las proteínas también tienen un papel crucial en las infecciones, como componentes del mecanismo de ataque de bacterias, virus y otros parásitos. La determinación de la estructura de las moléculas es útil para el diseño de fármacos con la forma y propiedades óptimas para inhibir la función de las proteínas involucradas en procesos patológicos. Uno de los primeros ejemplos de medicamentos desarrollados por este método es la dorzolamida, un inhibidor de la anhidrasa carbónica usado para tratar el glaucoma.

### Ingeniería de proteínas
Los materiales biológicos  poseen propiedades estructurales y catalizadoras que a menudo superan con creces las de productos sintetizados artificialmente. La biología ayuda tanto a mejorar las propiedades de biomateriales naturales mediante la ingeniería genética como al desarrollo de nuevos materiales con las características estructurales y químicas óptimas para la función a la que estén destinados. Como ejemplo, se puede citar la mejora de las propiedades farmacológicas de la insulina, cuya estructura se ha modificado para que sea más sencilla su administración por vía intravenosa a dosis adecuadas sin que las moléculas se agreguen entre sí. El mismo principio se está a la producción de biosensores para la localización de sustancias como explosivos o toxinas, y el diagnóstico médico mediante la detección de metabolitos.

## Métodos experimentales

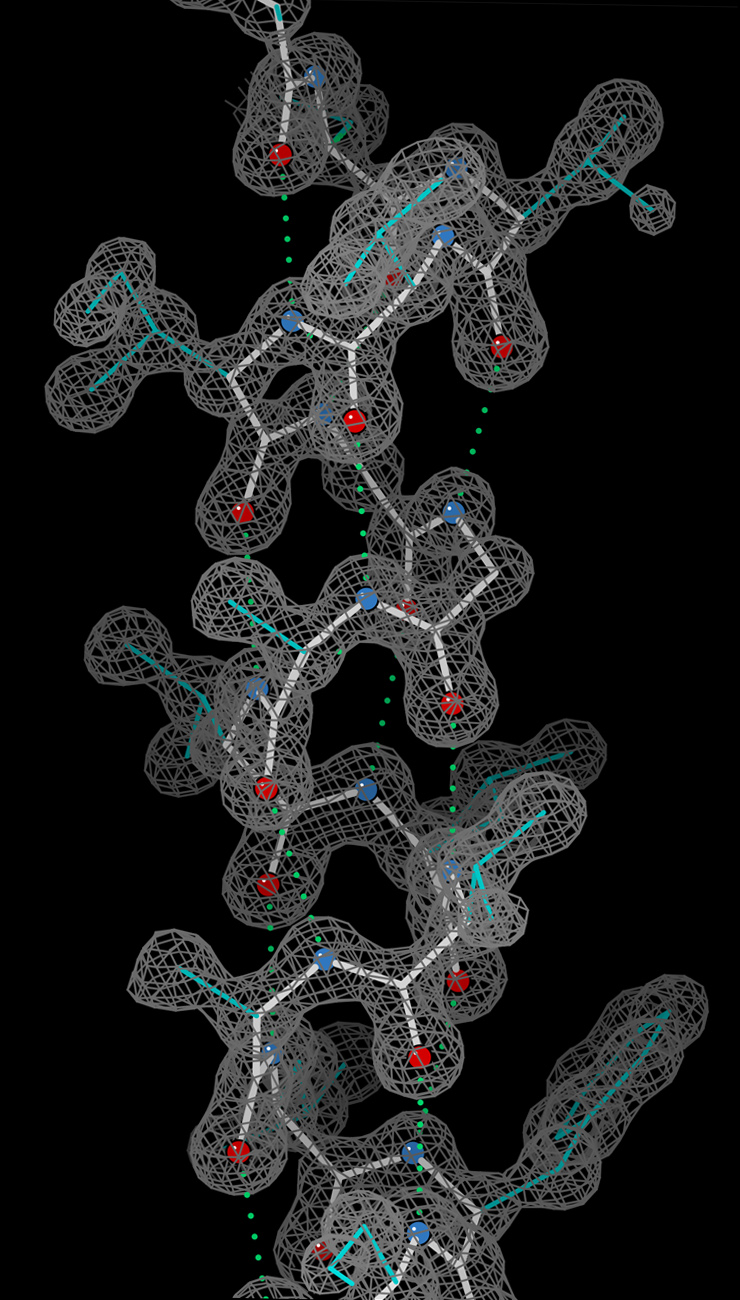
Modelo de proteína a resolución atómica obtenido por cristalografía de rayos X

Las proteínas y los ácidos nucleicos son moléculas de tamaño demasiado reducido para poder ser examinadas con microscopios ópticos. Para su estudio, los biólogos utilizan métodos basados en la medida de los efectos de agentes químicos o físicos (por ejemplo, radiación electromagnética) sobre un gran número de moléculas.
Entre las técnicas empleadas para el análisis estructural de las biomoléculas destacan la
cristalografía de rayos X, la criomicroscopía electrónica y la resonancia magnética nuclear; la importancia de los métodos cristalográficos residen en que proporcionan imágenes detalladas de la totalidad de la  molécula, a veces a resolución atómica. Los avances en las tecnologías para replicar y expresar genes en grandes cantidades y en la obtención de haces de rayos-X de gran intensidad en numerosos  sincrotrones, han supuesto un gran aumento en el número de nuevas estructuras determinadas por cristalografía de rayos X. La resonancia magnética nuclear o RMN proporciona datos sobre la  distancias y ángulos entre los átomos y sirve para estudiar biomoléculas en condiciones fisiológicas. La microscopía electrónica es muy utilizada para examinar complejos de macromoléculas de gran tamaño.
La espectroscopía tiene también muchos usos en el campo de la biología estructural. Los espectros de absorción y emisión a diversas longitudes de onda son muy sensibles a pequeñas diferencias químicas en la molécula que no siempre son detectables en un modelo tridimensional.

## Métodos bioinformáticos

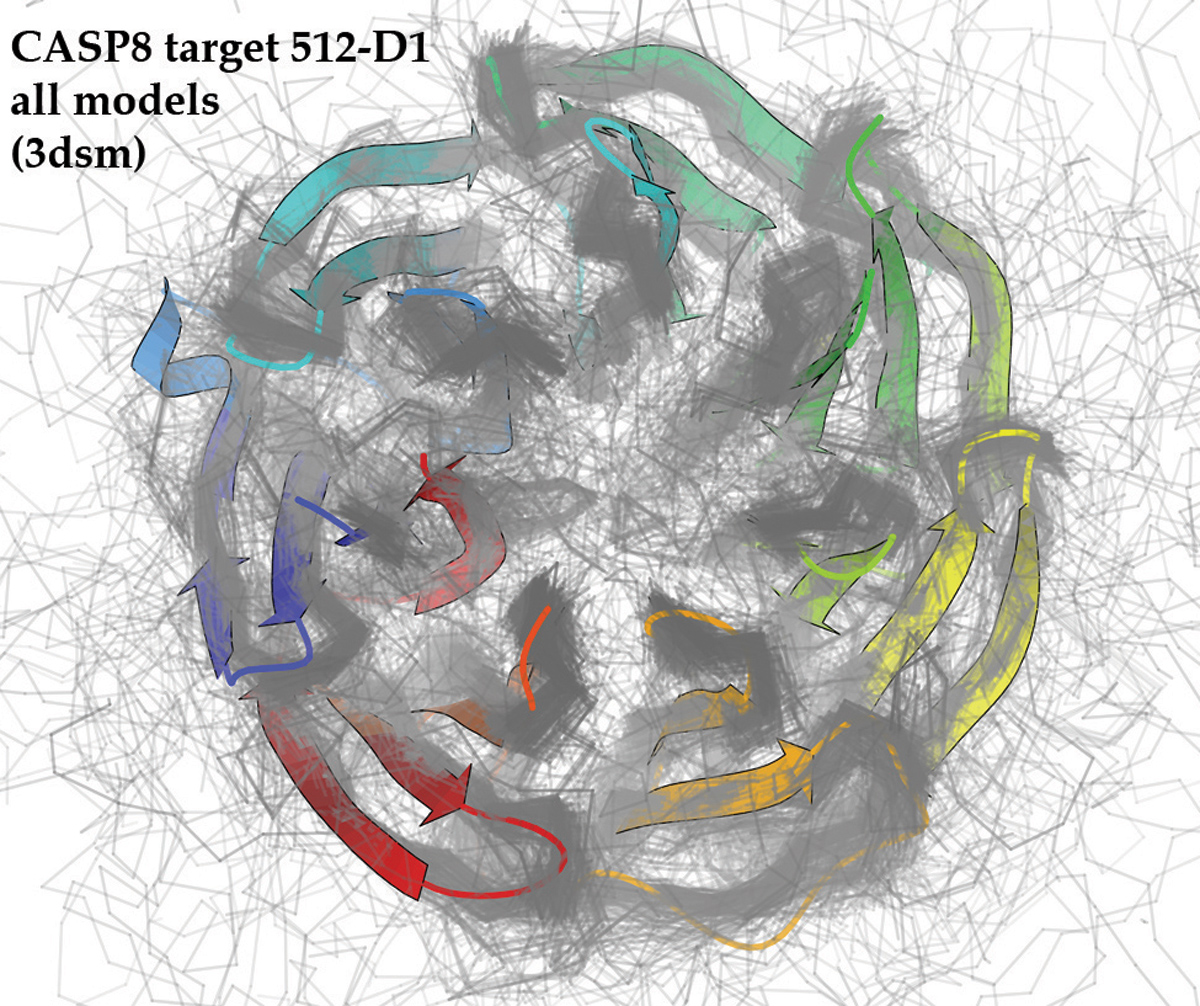
Predicción de estructuras: en gris, los diferentes modelos obtenidos por métodos computacionales; en colores, el modelo determinado experimentalmente.

La gran cantidad de datos biológicos obtenidos mediante las diversas técnicas experimentales han resultado en el desarrollo de métodos computacionales para buscar y analizar secuencias de ADN que dan lugar a configuraciones similares en proteínas y para la predicción de la estructura secundaria y terciaria de estas.  Con la llegada de AlphaFold 2, una herramienta de inteligencia artificial, la predicción estructural ha alcanzado niveles de precisión comparables con la determinación estructural mediante métodos experimentales. Estas predicciones llegan hasta resolución atómica incluso en los casos en los que estructuras similares aún no se conocen. La predicción de la estructura se puede llevar a cabo ab initio, utilizando principios de  mecánica molecular combinados con dinámica molecular, simulaciones Monte Carlo o fragmentos de elementos de estructura secundaria estándar; estas técnicas son efectivas para polipéptidos de un tamaño menor de 150 aminoácidos. En el caso de moléculas más grandes, se  recurre a la  comparación con  estructuras previamente conocidas, o modelado por homología.

## Historia
El descubrimiento de la difracción de rayos X en 1913 y las posibilidades abiertas por esta técnica en el campo de la determinación de las estructuras de moléculas abrieron las puertas al desarrollo posterior de la biología estructural. Linus Pauling fue uno de los primeros investigadores en explorar el vínculo entre la forma y la función de las biomoléculas. Los estudios de las proteínas hemoglobina y mioglobina y la elucidación de la estructura del ADN durante los 50 fueron determinantes en el establecimiento de la biología estructural como un área clave de la biología molecular. En 1962, Max Perutz y John Kendrew obtuvieron el Premio Nobel de Química y James Watson, Francis Crick y Maurice Wilkins, el Premio Nobel de Medicina por sus respectivas investigaciones en ambos proyectos. En 1971 se fundó el Banco de Datos de Proteínas (PDB), con la intención de compilar todos los datos existentes para poder extraer principios generales sobre la relación función-estructura. A finales del siglo XX, varios factores confluyeron para la expansión de la biología estructural: el crecimiento de la cristalografía de macromoléculas, los avances en métodos complementarios (principalmente la microscopía electrónica y RNM), el desarrollo de ordenadores digitales capaces de procesar grandes cantidades de datos, con el resultado del creciente impacto de las  técnicas computacionales, y las posibilidades abiertas por la secuenciación rápida y barata de los genomas, coincidiendo con las primeras aplicaciones prácticas en química y medicina.